# إلمر ماثيوز
إلمر ماثيوز (بالإنجليزية: Elmer Matthews)‏ هو محامي وسياسي أمريكي، ولد في 18 أكتوبر 1927، وتوفي في 5 فبراير 2015. انتخب عضو جمعية نيوجيرسي العامة.